# Општина Сантимбру (Алба)
Сантимбру (рум. Sântimbru) општина је у Румунији у округу Алба.
Oпштина се налази на надморској висини од 222 m.